# Неньцзян
Неньцзян (кит. спр. 嫩江市, піньїнь: Nènjiāng Shì) — місто-повіт в східнокитайській провінції Хейлунцзян, складова міста Хейхе.

## Географія
Неньцзян розташовується на заході префектури, лежить на однойменній річці.

### Клімат
Місто знаходиться у зоні, котра характеризується вологим континентальним кліматом з теплим літом. Найтепліший місяць — липень із середньою температурою 20.6 °C (69 °F). Найхолодніший місяць — січень, із середньою температурою -24.4 °С (-12 °F).
| Клімат Неньцзяна        | Клімат Неньцзяна | Клімат Неньцзяна | Клімат Неньцзяна | Клімат Неньцзяна | Клімат Неньцзяна | Клімат Неньцзяна | Клімат Неньцзяна | Клімат Неньцзяна | Клімат Неньцзяна | Клімат Неньцзяна | Клімат Неньцзяна | Клімат Неньцзяна | Клімат Неньцзяна |
| Показник                | Січ.             | Лют.             | Бер.             | Квіт.            | Трав.            | Черв.            | Лип.             | Серп.            | Вер.             | Жовт.            | Лист.            | Груд.            | Рік              |
| Абсолютний максимум, °C | −5               | 3                | 16               | 22               | 31               | 35               | 36               | 32               | 27               | 22               | 12               | 3                | 36               |
| Середній максимум, °C   | −17              | −9               | 0                | 10               | 18               | 25               | 26               | 24               | 18               | 10               | −3               | −13              | 7                |
| Середня температура, °C | −24              | −18              | −8               | 3                | 10               | 17               | 20               | 18               | 12               | 3                | −9               | −20              | 3                |
| Середній мінімум, °C    | −31              | −27              | −17              | −4               | 3                | 10               | 15               | 13               | 6                | −4               | −16              | −27              | −6               |
| Абсолютний мінімум, °C  | −42              | −37              | −37              | −17              | −7               | 2                | 5                | 1                | −5               | −16              | −32              | −40              | −42              |
| Норма опадів, мм        | 0                | 0                | 10               | 10               | 50               | 110              | 140              | 50               | 50               | 10               | 10               | 0                | 490              |
| Днів з дощем            | 1                | 2                | 2                | 3                | 7                | 10               | 11               | 5                | 6                | 2                | 1                | 2                | 57               |
| Вологість повітря, %    | 71               | 69               | 59               | 50               | 56               | 67               | 80               | 81               | 77               | 64               | 66               | 73               | 68               |
| ----------------------- | ---------------- | ---------------- | ---------------- | ---------------- | ---------------- | ---------------- | ---------------- | ---------------- | ---------------- | ---------------- | ---------------- | ---------------- | ---------------- |
| Джерело: Weatherbase    |                  |                  |                  |                  |                  |                  |                  |                  |                  |                  |                  |                  |                  |